# کرر (دهانه)
کرر یک دهانه برخوردی در ماه‌ است.